# Ekensberg, Stockholm
För andra betydelser, se Ekensberg.

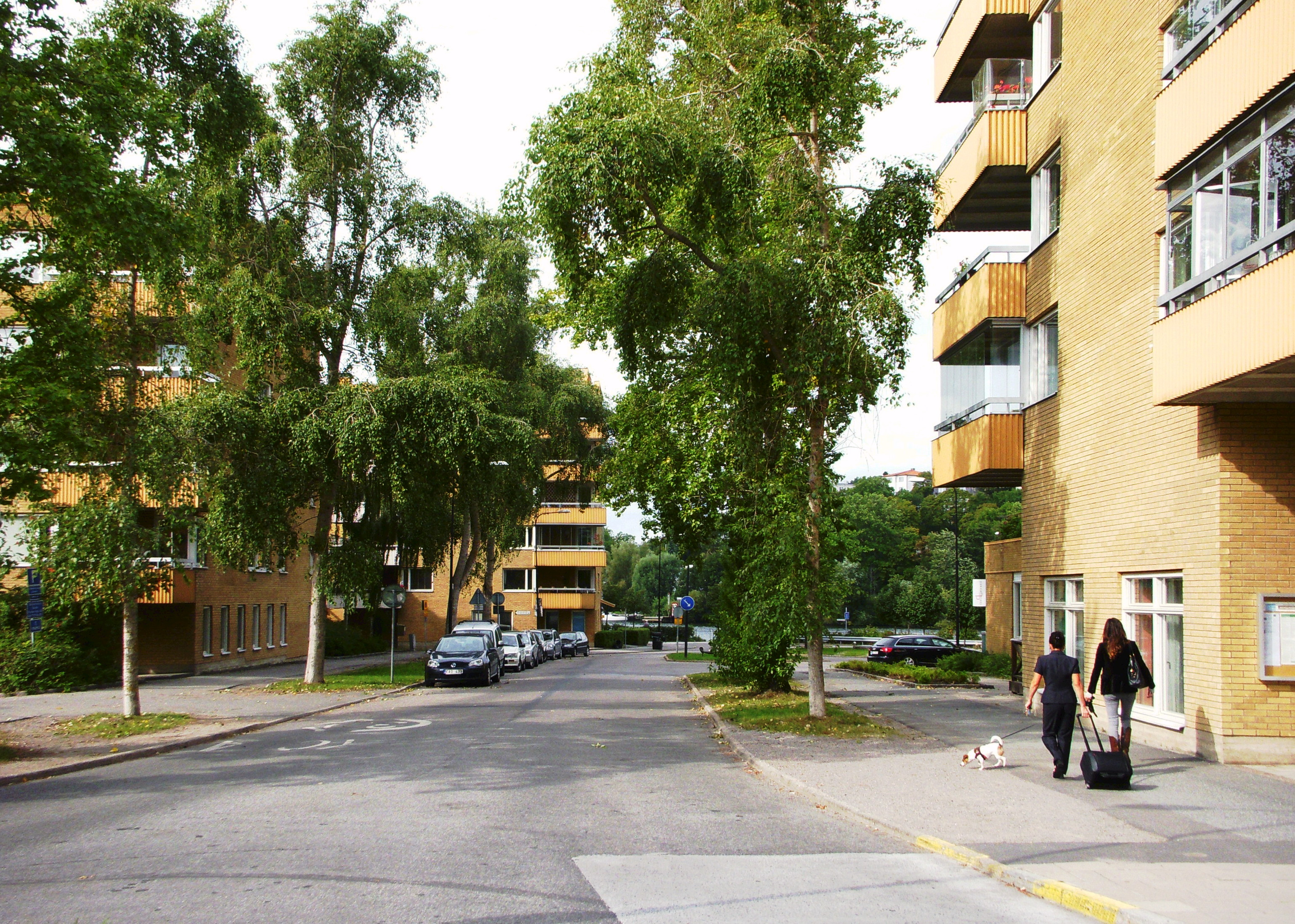
Ekensberg, Gröndalsvägen, september 2010.

Ekensberg är ett informellt område som omfattar den nordvästra udden av stadsdelen Gröndal i Söderort inom Stockholms kommun. Söder om Ekensberg ligger Mörtviken och norr om Ekensberg ligger Essingesundet. Ekensberg var åren 1926–1934 stadsdelsnamn för den större delen av det nuvarande Gröndal. Basområdet Ekensberg omfattar tre kvarter och hade 1 099 invånare år 2005.

## Historik

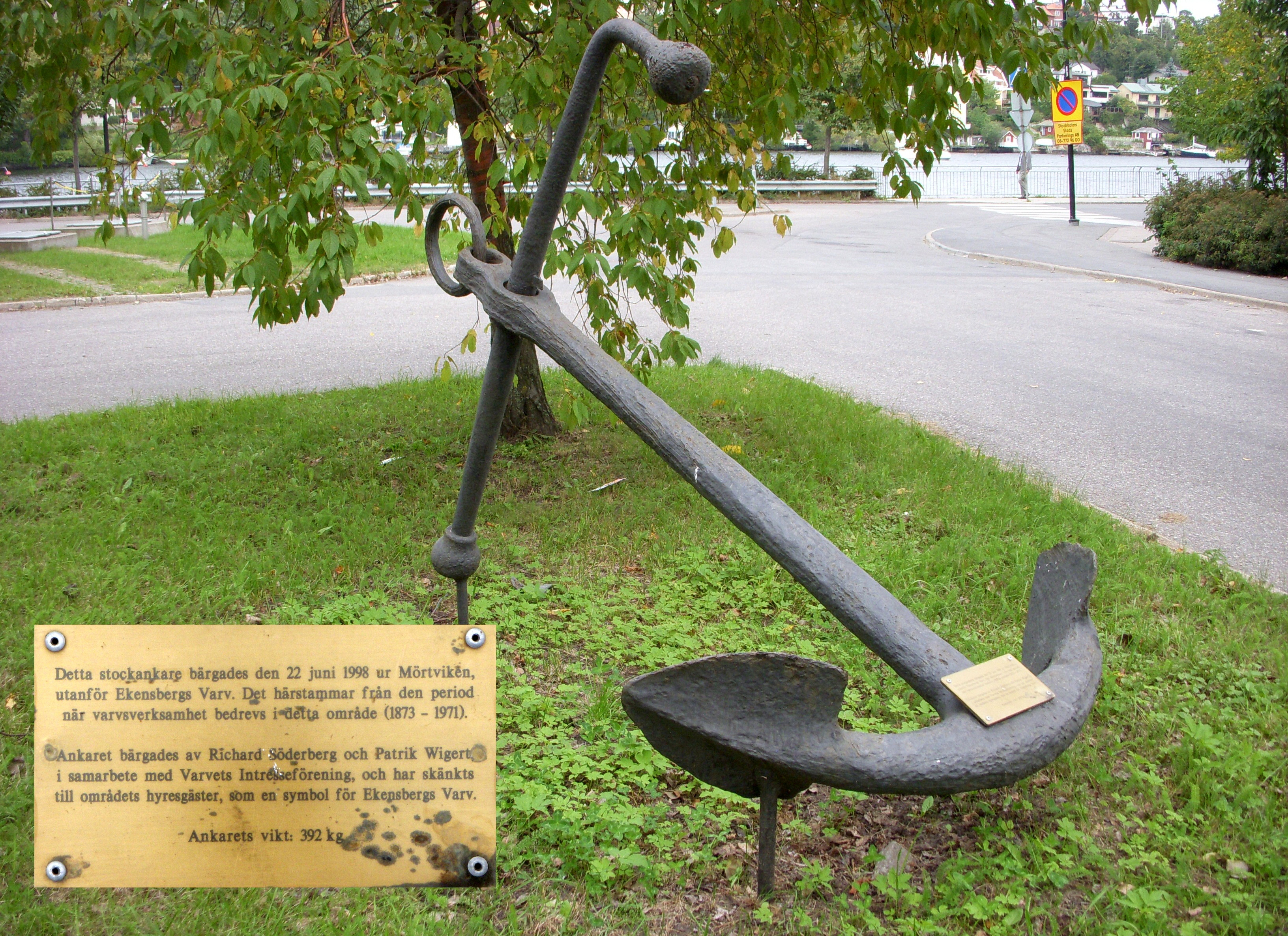
Stockankaret som fiskades upp 1998 från Mörtviken och härrör från varvstiden.

Ekensberg har fått sitt namn efter värdshuset Ekensberg, en byggnad från tidigt sjuttonhundratal som fortfarande står kvar på Gröndalsvägen 184.
I den västra delen av området låg mellan åren 1873 och 1971 Ekensbergs Varv. Sedan varvsverksamheten avvecklats uppfördes bostadshus på 1980-talet. Ekensbergsskolan byggdes år 1980. I stadsplanebestämmelserna från den 10 februari 1978 (Pl 6977) föreslogs att endast det gamla Ekensbergs värdshus, byggt ca 1700, som var ett kontor under varvstiden skulle bevaras. Byggnaden är k-märkt i stadsplanen.
Gällande nybebyggelsen föreslogs att området skulle uppföras med kopplade punkthus i vinkel som skulle inrama gemensamma södervända gårdar. Terrängen är starkt kuperad och byggnaderna har därför upp till tre undervåningar. För övrigt är de tre till sex våningar höga.
Bebyggelsen är uppförd efter Lars Brydes Arkitektkontors ritningar och beställare var AB Stockholmshem. Husen utmärker sig för ett enhetligt utseende med fasader i gult tegel och balkongfronter i gul korrugerad plåt. Den höga gula pannskorstenen är numera ett välkänt inslag i stadsbilden av västra Gröndal. På den norra sidan intill Essingesundet uppfördes år 2009 ytterligare några bostadshus.
Idag påminner inte mycket om varvstiden. Bara före detta Ekensbergs värdshus vid Gröndalsvägen finns kvar. Det har rustats upp och integrerats i 1980-talsbebyggelsen och är numera bostadshus. I slutet av Gröndalsvägen ligger ett 392 kg tungt stockankare som bärgades 1998 ur Mörtviken och som härrör från varvstiden. Även några kvartersnamn som Ekensberg, Flytdockan, Stapelbädden och Bottenstocken berättar om gångna industritider.

### Ekensbergshöjden
I öster begränsas området av Ekensbergshöjden som har en höjd av 25 meter över havet. Berget bjuder på en vidsträckt utsikt mot norr och öster. Berget är obebyggd men det fanns planer på att uppföra ett tiotal bostadshus i ett kvarter kallat Relingen. Planerna upphävdes i den nu gällande stadsplanen som vann laga kraft i september 1944.

## Ekensbergs luftvärnsbatteri
Intill Ekensbergsvägen, där vägen gör en sväng mot syd, återfinns resterna efter ett luftvärnsbatteri från andra världskriget. Skyddsföremålet var Ekensbergs Varv som låg nedanför. Här fanns värn för en 40 mm luftvärnspjäs m/36 och ett eldledningsvärn. När bostadsområdet uppfördes på 1980-talet byggdes värnen om till uteplats (med tak) och lekplats för de boende i området, men värnens vallar av gråsten och betong syns fortfarande tydligt.

## Bilder

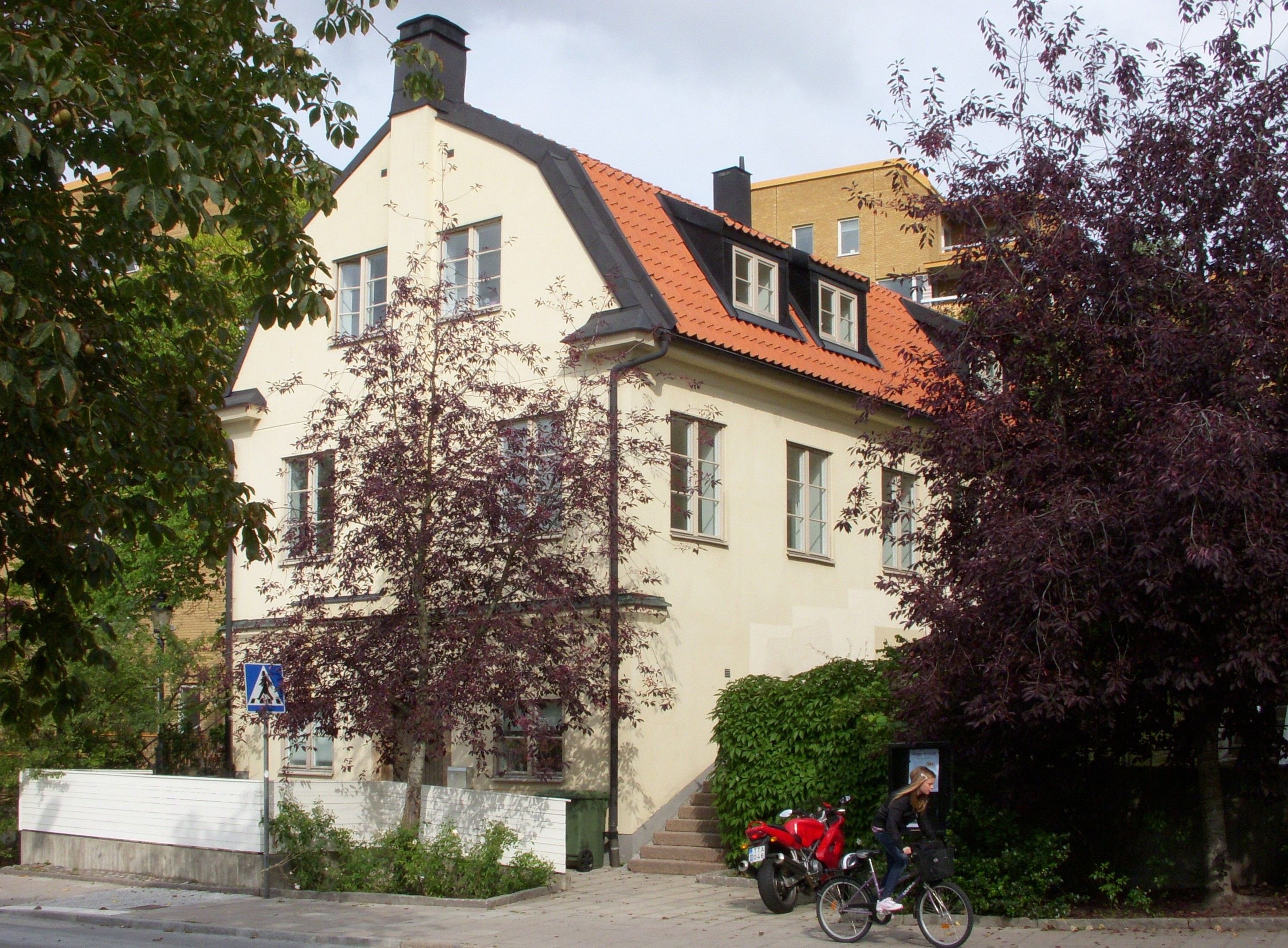
Gamla Ekensbergs värdshus, 2010
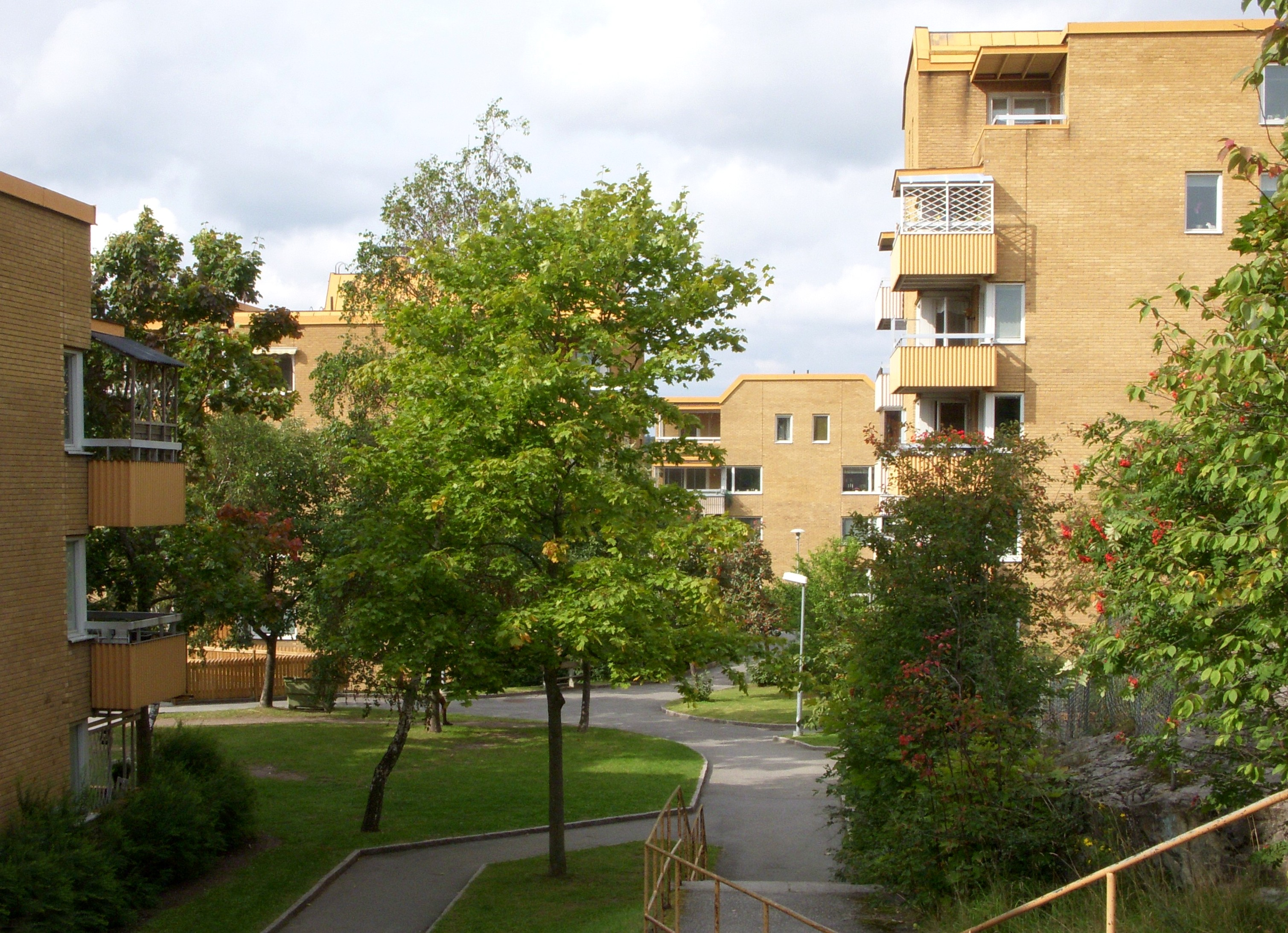
1980-talsbebyggelsen
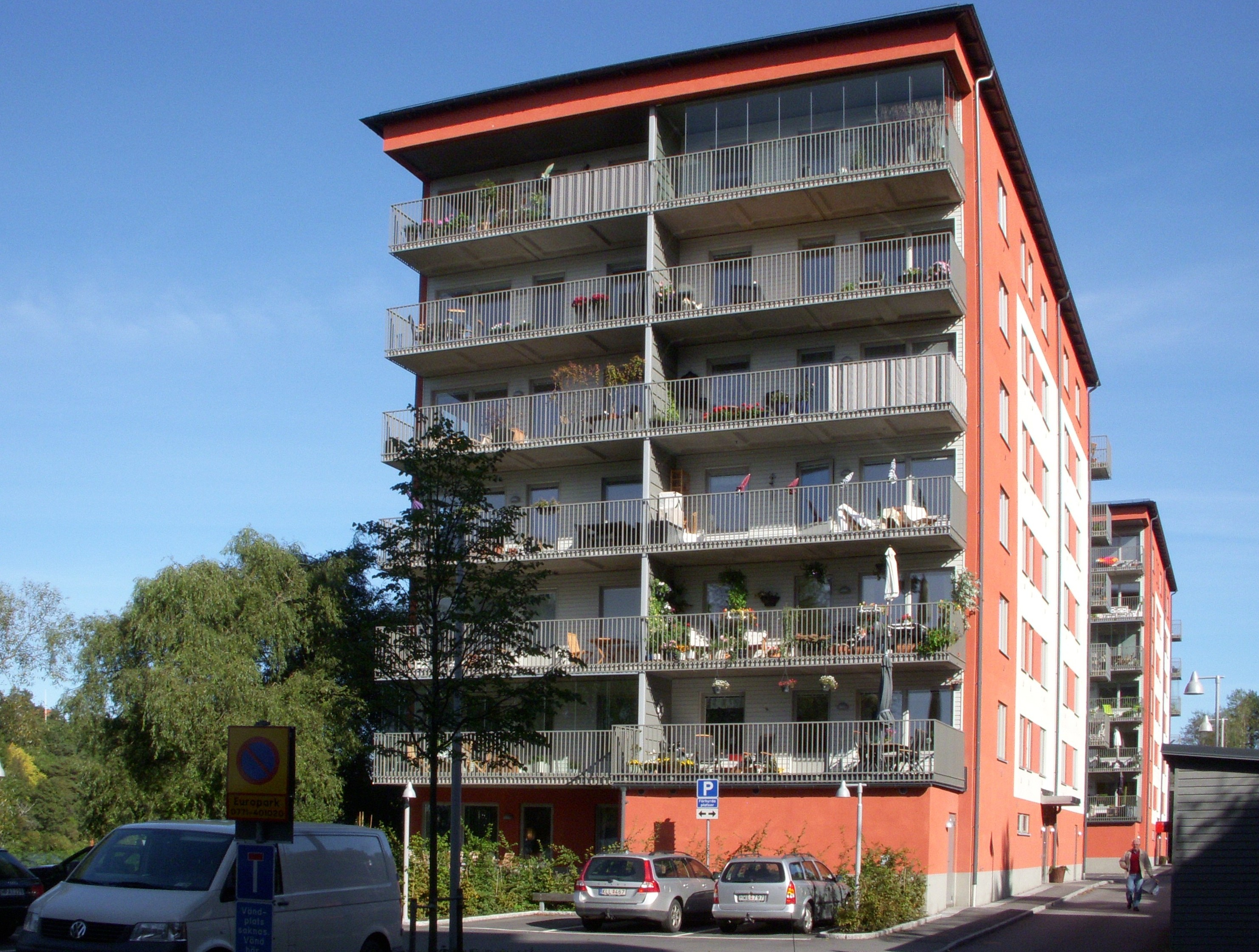
Bebyggelse från 2009
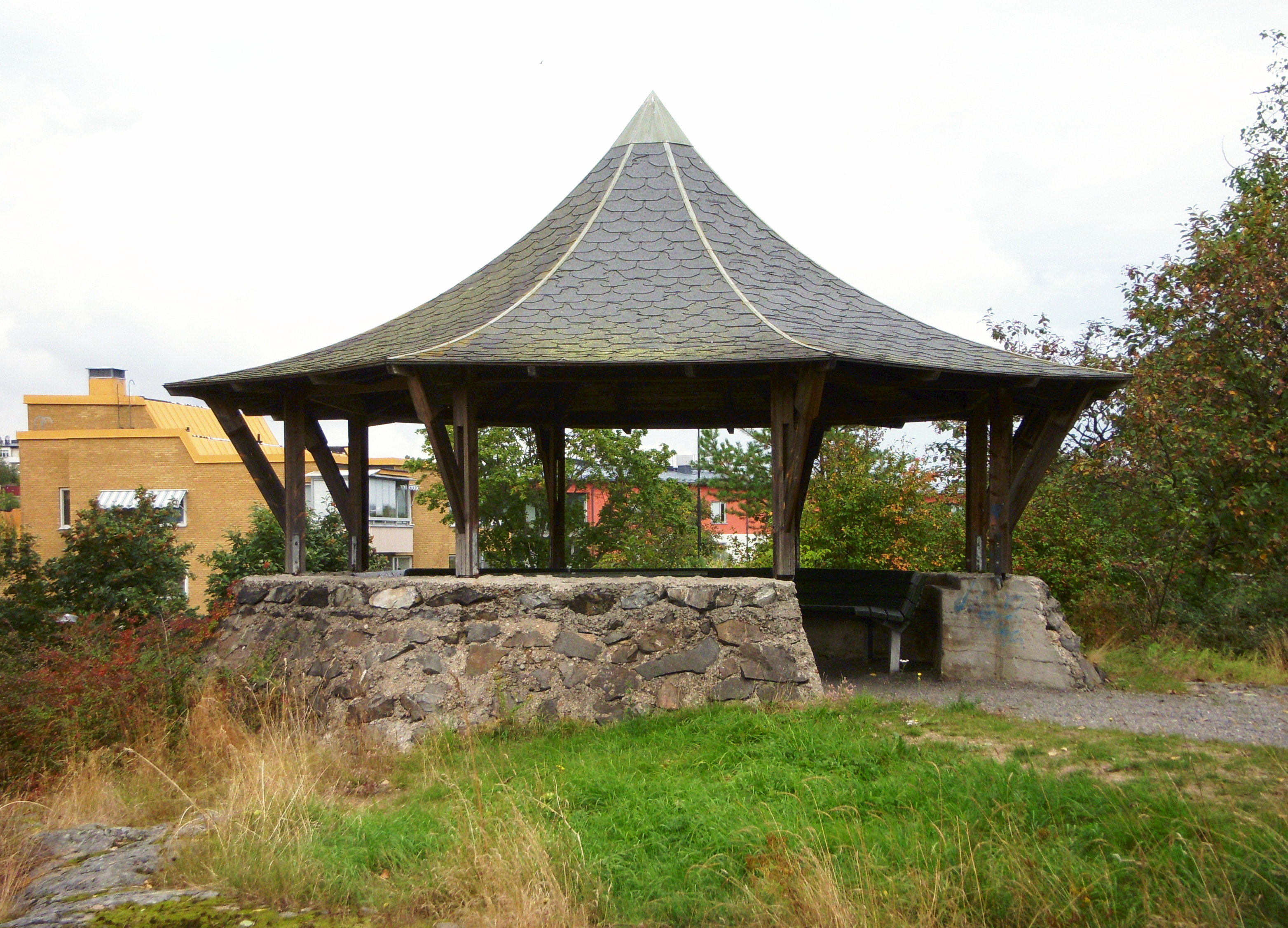
Ekensbergs luftvärnsställning, idag uteplats med tak
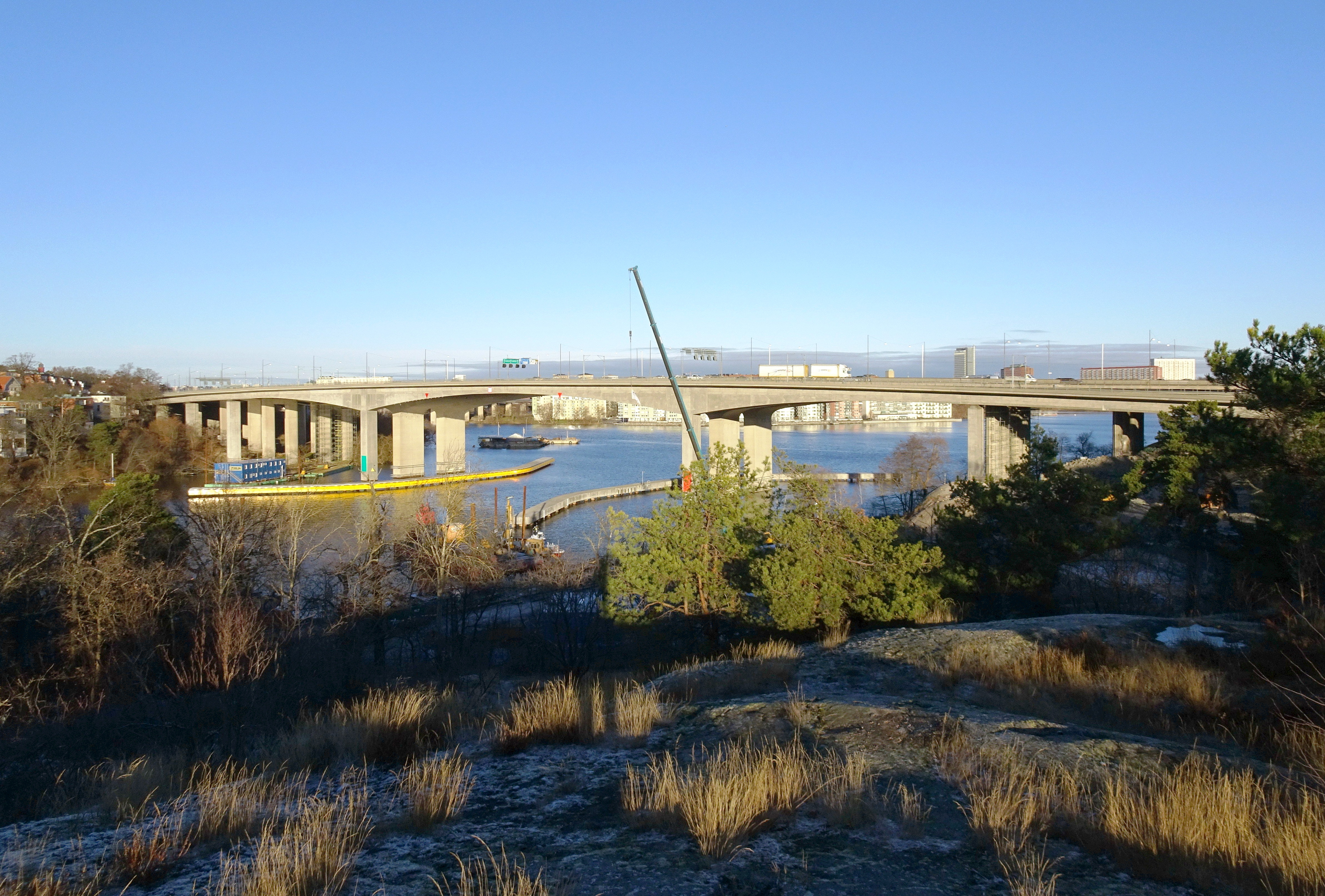
Ekensbergshöjden vy mot nordost med Gröndalsbron